# جوليان تي جاكسون
جوليان تي جاكسون (بالإنجليزية: Julian T. Jackson)‏ هو مؤرخ بريطاني، ولد في 10 أبريل 1954.